# Tomognathus
Genre
Tomognathus est un genre éteint de poissons Amiiformes et halécomorphes apparentés au Thon rouge, ayant vécu au Crétacé inférieur, durant le Valanginien, il y a environ 140 millions d'années. L'espèce type est Tomognatus mordax. 

## Homonymie
Le nom Tomognathus a également été appliqué plus tard à une espèce moderne de fourmis par Mayr en 1861. Mais comme le nom était déjà pris, il a été classé comme Harpagoxenus.

## Liste d'espèces
- †Tomognathus gigeri Cavin & Giner, 2012
- †Tomognathus leiodus Dixon, 1850
- †Tomognathus mordax Dixon, 1850